# Tanypteryx pryeri
Tanypteryx pryeri là loài chuồn chuồn trong họ Petaluridae. Loài này được Selys mô tả khoa học đầu tiên năm 1889.

## Hình ảnh

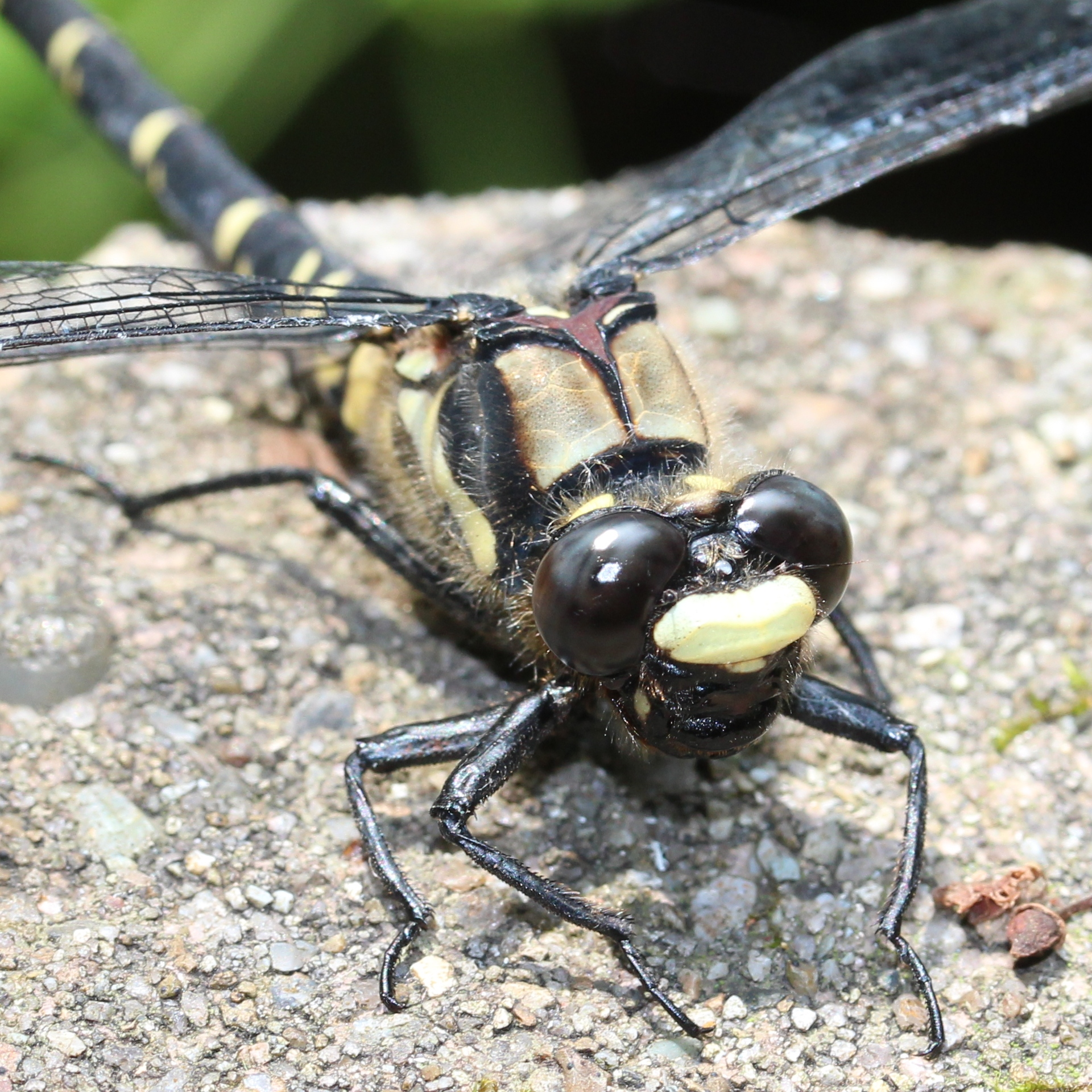
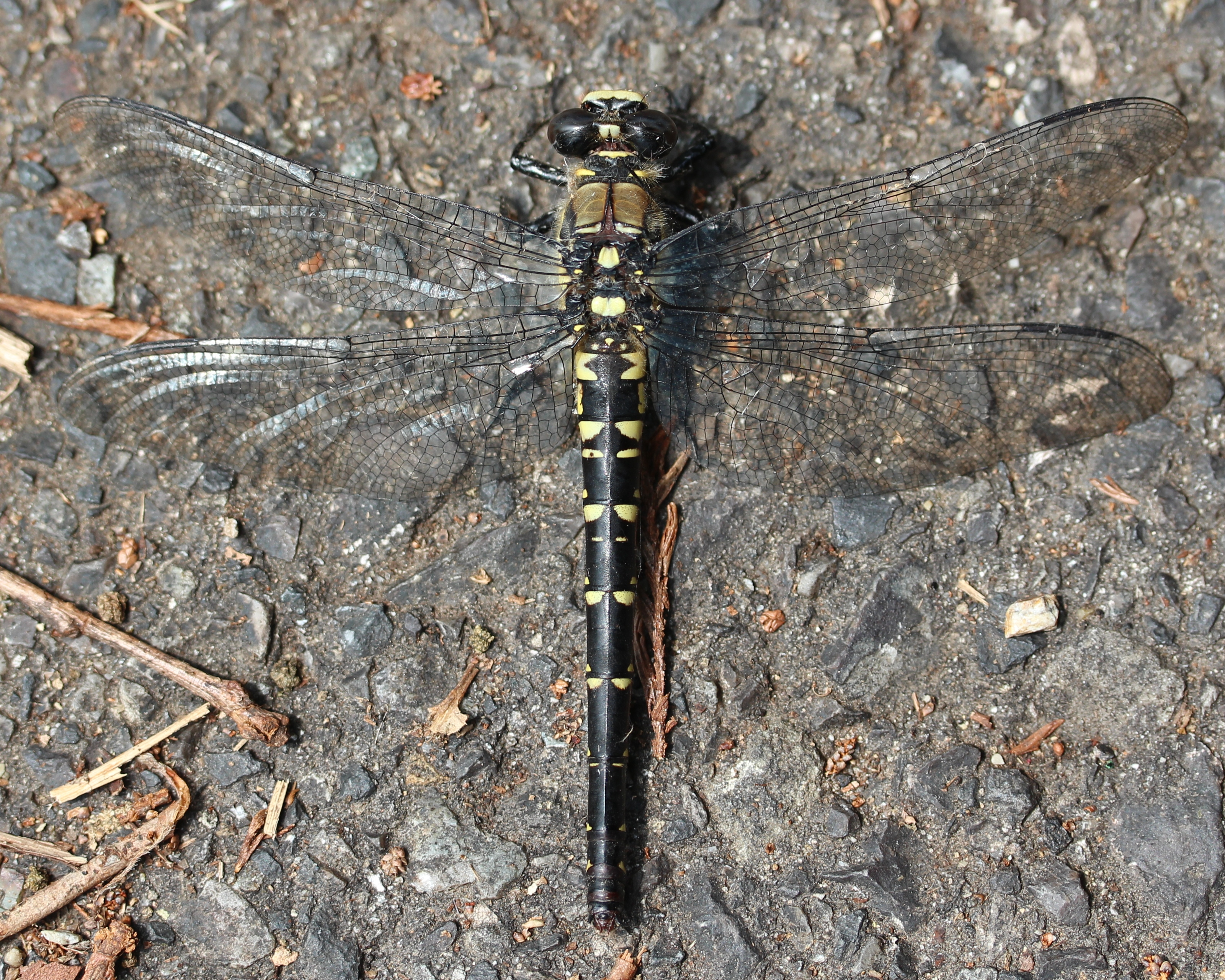